# براندون كانتو
براندون كانتو (بالإنجليزية: Brandon Cantu)‏ هو لاعب بوكر أمريكي، ولد في 10 مايو 1981 في فانكوفر في الولايات المتحدة.